# Kasuya
Kasuya (粕屋町, Kasuya-machi) est un bourg du district de Kasuya, dans la préfecture de Fukuoka, au Japon.

## Géographie

### Démographie
Au 1er août 2014, la population de Kasuya s'élevait à 44 222 habitants répartis sur une superficie de 14,12 km2.